# Kanton Cadalen
Kanton Cadalen is een voormalig kanton van het Franse departement Tarn. Kanton Cadalen maakte deel uit van het arrondissement Albi en telde 3841 inwoners (1999). Het werd opgeheven bij decreet van 17 februari met uitwerking op 22 maart 2015. Alle gemeenten werden opgenomen in het nieuwe kanton Deux Rives.

## Gemeenten
Het kanton Cadalen omvatte de volgende gemeenten:
- Aussac
- Cadalen (hoofdplaats)
- Fénols
- Florentin
- Labessière-Candeil
- Lasgraisses
- Técou